# Rayane Doucouré
Pour les articles homonymes, voir Doucouré.
Rayane Doucouré, né le 30 mars 2001 à Paris, est un footballeur international guinéen évoluant au poste de défenseur central au Red Star FC.

## Biographie
Rayane Doucouré est né le 30 mars 2001 à Paris (France), d'un père guinéen et d'une mère marocaine.
En juillet 2016, Doucouré rejoint le centre de formation du Stade rennais FC en provenance de la Jeunesse d'Aubervilliers.
Avec les Rennais, le défenseur central remporte les titres de champion de France des U17 et U19 mais n'est pas conservé par le club malgré plusieurs séances d’entraînements avec le groupe professionnel.
Dans la foulée, il rejoint l'En avant Guingamp en 2021 puis les Girondins de Bordeaux en 2022 et ne sera encore une fois pas conservé par ces clubs,.
Sans club jusqu'en octobre 2023 avant de rejoindre l’équipe réserve du Red Star FC pour s’entraîner. En novembre 2023, il s'engage avec le Red Star sous licence amateur. Il tape dans l'œil de l'entraîneur de l'équipe première, Habib Beye, et fait sa première apparition face au GOAL FC. Rayane Doucouré ne sortira plus du groupe professionnel avec le Red Star FC, Habib Beye le fera jouer à plusieurs reprises jusqu'à remporter le titre de champion de National 1 pour une accession en Ligue 2. Il signe dans la foulée son premier contrat professionnel avec le Red Star.

### Équipe nationale
Il côtoie les équipes de France jeunes U16, U17, U18 et U19 lors de son passage au Stade rennais.
Né en France, et possédant des origines guinéennes et marocaines, il fait le choix de jouer pour la sélection guinéenne.
En mai 2024, il est sélectionné pour la première fois par l'équipe de Guinée pour participer aux rencontres éliminatoires de la Coupe du monde de football 2026 face à l'Algérie et le Mozambique.